# Senegaltjockfot

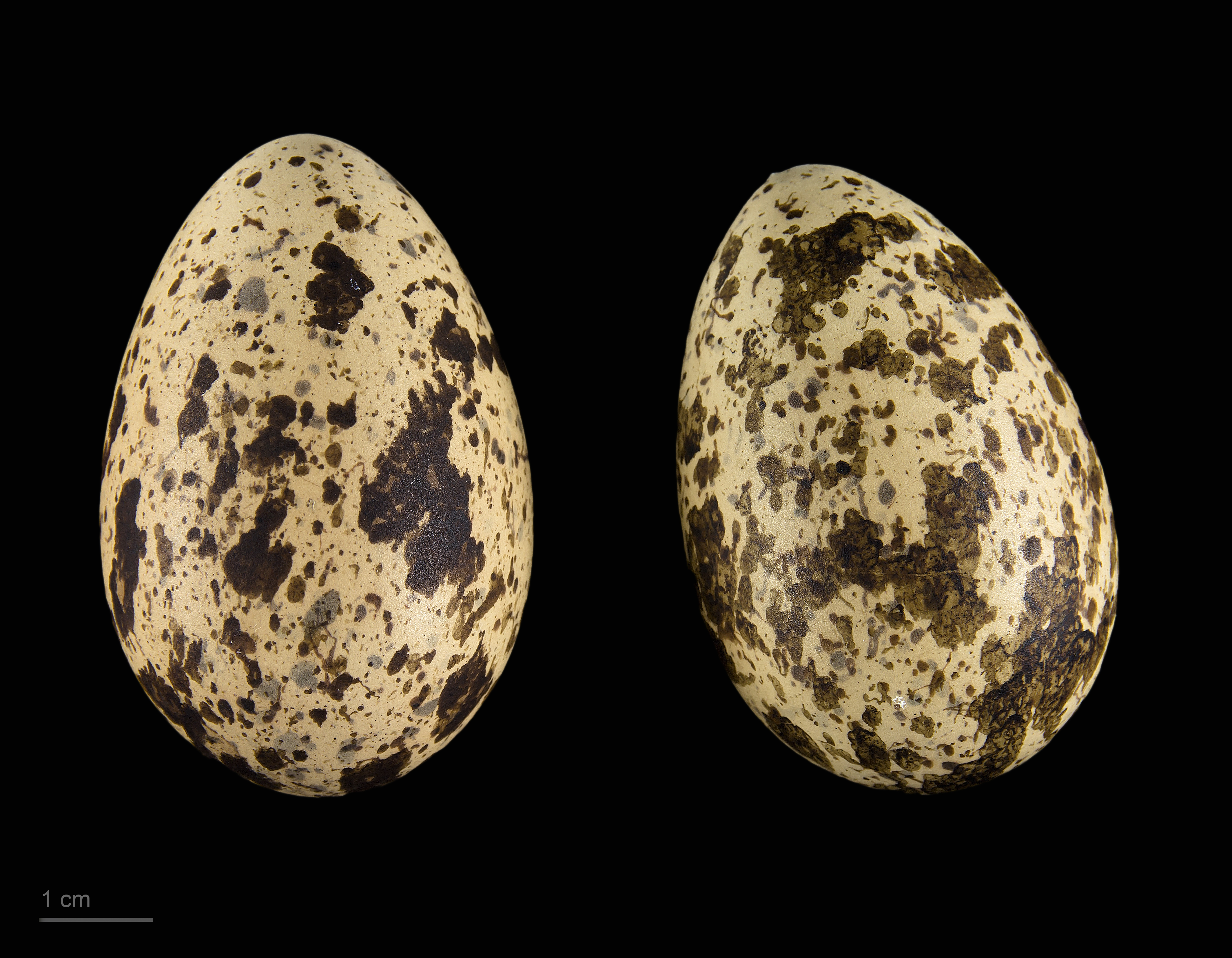
Burhinus senegalensis

Senegaltjockfot (Burhinus senegalensis) är en vadarfågel i familjen tjockfotar som förekommer i Afrika.

## Kännetecken

### Utseende
Senegaltjockfoten är en typisk tjockfot, en medelstor kryptiskt tecknad ensamlevande vadarfågel med stora gula ögon som är mest aktiv i skymning och på natten. Jämfört med den europeiska tjockfoten (B. oedicnemus) är senegaltjockfoten något mindre (35-39 centimeter), har längre svart näbb med mindre gult vid näbbasen samt ett brett ljusgrått täckarfält på vingen (tjockfoten har två mörka vingband med ett vitt streck däremellan). Benen är inte lika bjärt gula.

### Läte
Lätet skiljer sig tydligt från tjockfotens storspovslika vissling. Istället hörs en klagande ramsa som stiger och ökar i fart för att falla och bli svagare, påminnande om en strandskata.

## Utbredning och levnadssätt
Fågeln förekommer vid sandiga sjö- och flodbankar i Afrika söder om Sahara och i Nildalen, ofta i blötare områden än den europeiska tjockfoten. Den ses även i områden längre bort från vatten, som i savann, trädgårdar i byar och städer och intill grusvägar. Den undviker brant terräng, ren öken och tät vegetation i våtmarksmiljö eller i skog.
Senegaltjockfoten är i huvudsak stannfågel men kan i Västafrika stryka omkring beroende på tillgång på vatten. Den ses i par eller i små grupper om upp till sex individer. I Nildeltat häckar den dock vanligtvis i små kolonier med upp till 21 bon noterade. Häckningen inleds vanligtvis före regnperioden. Den häckar på marken i en uppskrapad grop eller ovanpå en flat sten. Den har också konstaterats häcka ovanpå hustak i Egypten.
Fågeln är mestadels nattlevande, men är ofta aktiv även i gryning och skymning. Den livnär sig huvudsakligen av insekter och kräftdjur, men också maskar, grodor, mollusker och smågnagare.

## Status och hot
Världspopulationen är relativt liten (13.000-33.000 vuxna individer) och utvecklingen är okänd. Arten har dock ett stort utbredningsområde. Utifrån dessa kriterier kategoriserar IUCN arten som livskraftig (LC).